# Plesiochrysa depressa
Plesiochrysa depressa là một loài côn trùng trong họ Chrysopidae thuộc bộ Neuroptera. Loài này được Steinmann miêu tả năm 1968.